# نايجل روي
نايجل روي (بالإنجليزية: Nigel Roy)‏ هو لاعب دوري الرغبي أسترالي، ولد في 15 مارس 1974 في ليزمور في أستراليا.